# Герб Латвійської РСР
Герб Латвійської РСР (латис. Latvijas PSR ģerbonis) — державний символ Латвійської Радянської Соціалістичної Республіки. Базується на гербі СРСР. Офіційно — Державний герб, хоча ця державна емблема й не є геральдичною.
В наш час[коли?] його використання на офіційних заходах у Латвії законодавчо заборонено.

## Опис
|  | Зображення серпа і молота в променях вранішнього сонця і в обрамленні колосся; у верхній частині герба — п'ятикутна зірка, в нижній частині — море і на стрічці, що обвиває колосся, написи: латиською мовою — у центрі — «Latvijas PSR» і з боків — латиською та російською мовами — «Пролетарі всіх країн, єднайтеся!» |

## Історія
Герб Латвійської РСР був прийнятий 25 серпня 1940 маріонетковим урядом Латвійської РСР на чолі з Кіргенштейнсом. 17 лютого 1990 року герб було скасовано, натомість відновлено історичний герб Латвії, який був прийнятий ще в 1918 році.

## Символіка
Єдиним елементом, який стосувався специфіки республіки були хвилі, що підкреслювало важливість моря для латишів. Схід сонця означав народження нового життя Латвії за радянського ладу. В популярній радянській інтерпретації вважалося, що сонце не сходить, а заходить як і скоро радянський лад у Латвії.